# Algerisches Heer
Das Algerische Heer (arabisch الجيش الوطني الشعبي / Al-Dschaisch al-Watani asch-Scha'bi) hat eine Stärke von etwa 110.000 Soldaten.

## Gliederung

### Militärregionen

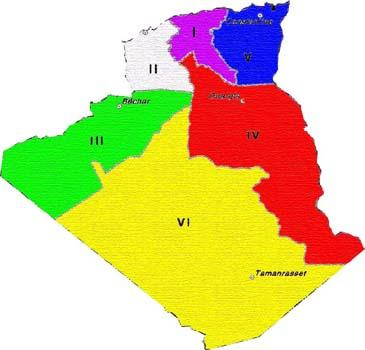
Militärregionen Algeriens

Dem Heeresoberkommando (Hauptquartier: Algier) unterstehen sechs Militärregionen:
- Nord (I. Militärregion) in Blida
- Nordwest (II. Militärregion) in Oran
- Südwest (III. Militärregion) in Bechar
- Östliche Wüstenregion (IV. Militärregion) in Ouargla
- Ost (V. Militärregion) in Constantine
- Sahara (VI. Militärregion) in Tamanrasset

### Gliederung
Das Heer gliedert sich in zwei Panzerdivisionen (mit je drei Panzerregimentern, einem Regiment Mechanisierte Infanterie und einer Artillerie Gruppe), zwei Divisionen Mechanisierte Infanterie (mit je drei Regimentern Mechanisierte Infanterie, einem Panzerregiment und einer Artillerie Gruppe), zwei selbständige Panzerbrigaden, fünf selbständigen Mot/MechInfanterie-Brigaden, zwei Artilleriebataillonen, vier Pionierbataillone und sieben Flugabwehrbataillone.

#### Luftlandedivision
Der Luftlandedivision unterstehen das
- 18. Spezialeinsatzregiment
- 1. Luftlanderegiment
- 4. Luftlanderegiment
- 5. Luftlanderegiment
- 12. Luftlanderegiment

#### Republikanische Garde
Für Aufgaben des Personenschutzes besteht die brigadenstarke Republikanische Garde.

## Ausrüstung

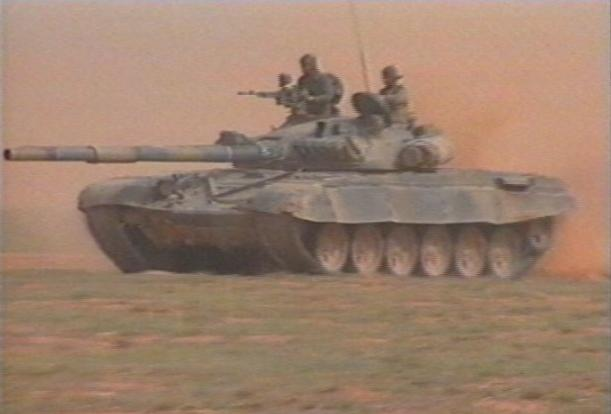
T-72 des algerischen Heeres

Das algerische Heer verfügt über folgende Ausrüstung:

### Fahrzeuge
| Typ                                                    | Herkunft                     | Funktion          | Version     | Anzahl      | Anmerkungen                                 |
| Kampfpanzer                                            | Kampfpanzer                  | Kampfpanzer       | Kampfpanzer | Kampfpanzer | Kampfpanzer                                 |
| ------------------------------------------------------ | ---------------------------- | ----------------- | ----------- | ----------- | ------------------------------------------- |
| T-55                                                   | Sowjetunion                  |                   | AMV         | 270         |                                             |
| T-62                                                   | Sowjetunion                  |                   |             | 290         |                                             |
| T-72                                                   | Sowjetunion                  |                   | M1M1M       | 325         |                                             |
| T-90                                                   | Russland                     |                   | SA          | 600+        |                                             |
| Späh-, Schützenpanzer und Kampfunterstützungsfahrzeuge |                              |                   |             |             |                                             |
| Panhard AML                                            | Frankreich                   |                   | AML-60      | 44          |                                             |
| BRDM-2                                                 | Sowjetunion                  |                   | ?M          | 2664        | Die BRDM-2M sind mit 9M135 Kornet bewaffnet |
| BMP-2                                                  | Sowjetunion                  |                   | ?M          | ca. 220760  | Die BMP-2M sind mit 9M135 Kornet bewaffnet  |
| BMPT                                                   | Russland                     |                   |             | 26+         | Mehr als 300 bestellt.                      |
| Mannschaftstransporter                                 |                              |                   |             |             |                                             |
| VP-6                                                   | Volksrepublik China          |                   |             |             |                                             |
| BTR-60                                                 | Sowjetunion                  |                   |             | 250         |                                             |
| BTR-80                                                 | Sowjetunion                  |                   |             | 150         |                                             |
| OT-64 SKOT                                             | Polen Tschechoslowakei       |                   |             | 150         |                                             |
| Panhard M3                                             | Frankreich                   |                   |             | 55          |                                             |
| Fuchs                                                  | Deutschland                  |                   |             | ca. 600     |                                             |
| Fahd                                                   | Ägypten                      |                   |             | 100         |                                             |
| Sonstige Fahrzeuge                                     |                              |                   |             |             |                                             |
| Marauder                                               | Südafrika                    | MRAP              |             | 2           |                                             |
| International MaxxPro                                  | Vereinigte Staaten           | MRAP              |             |             |                                             |
| Nimr                                                   | Vereinigte Arabische Emirate | Mehrzweckfahrzeug | AjbanLRSOV  |             |                                             |
| IMR-2                                                  | Sowjetunion                  | Pionierpanzer     |             |             |                                             |
| BREM-1                                                 | Russland                     | Bergepanzer       |             |             |                                             |
| MTU-20                                                 | Sowjetunion                  | Brückenlegepanzer |             |             |                                             |
| M58 MICLIC                                             | Vereinigte Staaten           | Minenräumpanzer   |             |             |                                             |

### Artillerie
| Typ                                     | Herkunft                                | Kaliber                                 | Anzahl                                  | Anmerkungen                                              |
| Selbstfahrlafetten und Panzerartillerie | Selbstfahrlafetten und Panzerartillerie | Selbstfahrlafetten und Panzerartillerie | Selbstfahrlafetten und Panzerartillerie | Selbstfahrlafetten und Panzerartillerie                  |
| --------------------------------------- | --------------------------------------- | --------------------------------------- | --------------------------------------- | -------------------------------------------------------- |
| SM4                                     | Volksrepublik China                     | 120 mm                                  |                                         |                                                          |
| 2S1                                     | Sowjetunion                             | 122 mm                                  | 140                                     |                                                          |
| 2S3                                     | Sowjetunion                             | 152 mm                                  | 30                                      |                                                          |
| PLZ-45                                  | Volksrepublik China                     | 155 mm                                  | ca. 54                                  |                                                          |
| Haubitzen                               |                                         |                                         |                                         |                                                          |
| D-30                                    | Sowjetunion                             | 122 mm                                  | 160                                     | ein paar Exemplare sind auf LKWs montiert                |
| D-74                                    | Sowjetunion                             | 122 mm                                  | 25                                      |                                                          |
| M-30                                    | Sowjetunion                             | 122 mm                                  | 60                                      |                                                          |
| PLL-01                                  | Volksrepublik China                     | 155 mm                                  | 18                                      |                                                          |
| Kanonen                                 |                                         |                                         |                                         |                                                          |
| M1931/37                                | Sowjetunion                             | 122 mm                                  | 100                                     |                                                          |
| M-46                                    | Sowjetunion                             | 130 mm                                  | 10                                      |                                                          |
| M1937                                   | Sowjetunion                             | 152 mm                                  | 20                                      |                                                          |
| Raketenwerfer                           |                                         |                                         |                                         |                                                          |
| BM-21                                   | Sowjetunion                             | 122 mm                                  | 48                                      |                                                          |
| BM-14                                   | Sowjetunion                             | 140 mm                                  | 48                                      |                                                          |
| SR5                                     | Volksrepublik China                     | 220 mm                                  | 18+                                     |                                                          |
| TOS-1A                                  | Russland                                | 220 mm                                  | ca. 18                                  |                                                          |
| BM-24                                   | Sowjetunion                             | 240 mm                                  | 30                                      |                                                          |
| BM-30                                   | Sowjetunion                             | 300 mm                                  | 18                                      |                                                          |
| Mörser                                  |                                         |                                         |                                         |                                                          |
| BM-37                                   | Sowjetunion                             | 82 mm                                   | 150                                     |                                                          |
| M1943                                   | Sowjetunion                             | 120 mm                                  | 120                                     |                                                          |
| W86                                     | Volksrepublik China                     | 120 mm                                  |                                         | ein paar Exemplare werden als Panzerartillerie verwendet |
| M1943                                   | Sowjetunion                             | 160 mm                                  | 60                                      |                                                          |

### Panzerabwehrwaffen
| Typ                            | Herkunft               | Funktion                | Anzahl |
| ------------------------------ | ---------------------- | ----------------------- | ------ |
| GAZ-2975 Tigr mit 9K135 Kornet | Russland               | Panzerabwehrfahrzeug    | 28     |
| 9K11 Malyutka                  | Sowjetunion            | Panzerabwehrlenkwaffe   |        |
| 9K111 Fagot                    | Sowjetunion            | Panzerabwehrlenkwaffe   |        |
| 9K113 Konkurs                  | Sowjetunion            | Panzerabwehrlenkwaffe   |        |
| 9K115-2 Metis-M                | Russland               | Panzerabwehrlenkwaffe   |        |
| 9K135 Kornet                   | Sowjetunion            | Panzerabwehrlenkwaffe   |        |
| Skif                           | Ukraine                | Panzerabwehrlenkwaffe   |        |
| MILAN                          | Frankreich Deutschland | Panzerabwehrlenkwaffe   |        |
| B-10                           | Sowjetunion            | Rückstoßfreies Geschütz | 120    |
| B-11                           | Sowjetunion            | Rückstoßfreies Geschütz | 60     |
| T-12                           | Sowjetunion            | Panzerabwehrkanone      | 10     |

### Flugabwehrwaffen
| Typ           | Herkunft    | Funktion                | Version | Anzahl  | Anmerkungen         |
| ------------- | ----------- | ----------------------- | ------- | ------- | ------------------- |
| 96K6 Panzir   | Russland    | Flugabwehrraketensystem | S1SM    | 38+     |                     |
| 9K33 Osa      | Sowjetunion | Flugabwehrraketensystem | 9K33M   | ca. 48  |                     |
| 9K31 Strela-1 | Sowjetunion | Flugabwehrraketensystem |         | ca. 20  |                     |
| 9K32 Strela-2 | Sowjetunion | Flugabwehrrakete        |         |         | vermutlich veraltet |
| QianWei-2     | Sowjetunion | Flugabwehrraketensystem |         |         |                     |
| ZSU-23-4      | Sowjetunion | Flugabwehrpanzer        |         | ca. 225 |                     |
| ZPU-2         | Sowjetunion | Maschinengewehr         |         | 60      |                     |
| ZPU-4         | Sowjetunion | Maschinengewehr         |         | 40      |                     |
| SU-23         | Sowjetunion | Flugabwehrkanone        |         | 100     |                     |

### Sonstige Waffensysteme
- 12× 9K720 Iskander

## Siehe
- Dienstgrade des algerischen Heeres
- Ahmed Gaïd Salah